# På tur med far - Halvt svensk 2:6
|  | Denne artikel er oprettet af botten Steenthbot ud fra en ekstern database. Den kan derfor have sproglige fejl eller mangler. Denne skabelon kan fjernes efter kontrol af indholdet. |

På tur med far - Halvt svensk 2:6 er en dansk dokumentarfilm fra 2018 instrueret af Laurits Munch-Petersen.

## Handling
Iris elsker at tage på tur med sin far, for under køreturen har hun ham helt for sig selv. Iris og far skal køre både over og under vandet for at besøge mormor og morfar i Sverige. Men hvad gør man hvis man bliver stoppet ved grænsen og er bange for politiet? Og er det lovligt at have en mumitrold med i bilen? Godt at Iris kan snakke svensk, så hun kan hjælpe far.

## Medvirkende
- Laurits Munch-Petersen, Far
- Iris Munch-Petersen, Datter